# Pustiměřské Prusy
Pustiměřské Prusy, bis 1949 Německé Prusy (deutsch Deutsch Pruß, 1940–1945 Deutsch Preußen) ist ein Ortsteil der Gemeinde Pustiměř in Tschechien. Er liegt fünf Kilometer nördlich von Vyškov und gehört zum Okres Vyškov.

## Geographie
Pustiměřské Prusy befindet sich am Fuße des Drahaner Berglandes in der Talmulde des Baches Pustiměřský potok in der Hanna. Östlich mündet der Melický potok in den Pustiměřský potok. Im Norden erhebt sich der Hügel Nad Bochtálem und nordwestlich der Rejhna und Hradisko. Im Osten führt die Schnellstraße R 46 vorbei, die nächste Abfahrt ist Drysice. Einen Kilometer südlich liegt der Flugplatz Vyškov.
Nachbarorte sind Pustiměř im Norden, Drysice im Nordosten, Chvalkovice na Hané und Ivanovice na Hané im Osten, Hoštice-Heroltice und Křižanovice im Südosten, Vyškov und Křečkovice im Süden, Pazderna, Dědice  und sídliště Víta Nejedlého im Südwesten sowie Radslavice im Nordwesten.

## Geschichte
Archäologische Funde belegen eine Besiedlung des Gebietes seit der Jungsteinzeit. Um 2000 v. Chr. befand sich auf dem Sporn Hradisko u Zelené Hory eine bronzezeitliche Siedlung. Zwischen dem 5. und 7. Jahrhundert entstand während des Reiches des Samo auf dem Hradisko in unmittelbarer Nähe der Bernsteinstraße eine befestigte Burgstätte. Die Burgstätte bildete vermutlich das Zentrum eines stammesfürstlichen Gaus und war Ausgangspunkt der Besiedlung der umliegenden Gegend. Im Zuge der Kolonisation entstanden slawische Ansiedlungen, in denen Bauern und Hirten lebten. Während des Großmährischen Reiches wurde die Burgstätte zu einer bedeutsamen Burg ausgebaut. Zu dieser Zeit bestand in Pustiměř eine hölzerne Kirche, deren Reste in der Nähe des Marktes gefunden wurden.
Im 12. oder 13. Jahrhundert gelangte der Gau Pustimir an das Bistum Olmütz. Bischof Robert von England überließ in einer zwischen 1210 und 1232 gefertigten Urkunde der Olmützer Propstei und dem Kapitel einen neu angelegten Weinberg bei Pustimir, der sich auf der Flur Pod Vodojemem bei Pustiměřské Prusy befand. Die erste schriftliche Erwähnung des Dorfes in einer Urkunde aus der Zeit zwischen 1247 und 1267, als Pustimir zusammen mit der Burg Melice und Prusy an die bischöfliche Herrschaft Wischau angeschlossen wurde, wobei die Untertanen als städtische Untertanen galten. Durch das Bistum erfolgte die Ansiedlung von deutschen Siedlern; Prusy und Pustimir bildeten den nördlichsten Teil der Wischauer Sprachinsel. Der Name des Dorfes leitet sich, wie bei allen mährischen Dörfern mit dem Namen Prusy und Prusinovice sowie dem böhmischen Koněprusy nicht von prußischen Siedlern, sondern von einer Viehschwemme ab. Zur Unterscheidung von gleichnamigen Dörfern wurde der Ort auf Grund seiner deutschsprachigen Bevölkerung später als Deutsch Prusy bzw. Deutsch Pruß bezeichnet. 1340 gründete Bischof Jan Volek die Benediktinerinnenabtei Ad infantiam Salvatoris et beatae Mariae. Dabei wurde das zuvor dem Städtchen Pustimir verliehene Privileg des Unterrichts für 70 umliegende Dörfer auf Prusy übertragen. Während der Hussitenkriege wurden zwischen 1429 und 1431 die bischöflichen Burgen Pustimir und Melice sowie das Kloster zerstört. Das Lehnssystem wurde fortan nicht weitergeführt. Das Kloster bestand weiter, es erlangte jedoch nie wieder seine frühere wirtschaftliche Bedeutung. Nach den 1904 vom österreichischen Historiker Karl Lechner veröffentlichten Auszügen aus dem Waisenregister oder Währungsbuch von Deutsch Pruß aus den Jahren 1535–1596 war das Dorf im 16. Jahrhundert von Tschechen und Deutschen besiedelt. Ernst Schwarz ging nach einer weiteren Untersuchung davon aus, dass im Zuge der Assimilation ab 1570 in Deutsch Pruß hauptsächlich tschechisch gesprochen wurde. 1582 verkaufte der Orden die Schenke in Deutsch Pruß samt der Brau- und Schankgerechtigkeit. 1588 hob Papst Sixtus V. das Benediktinerinnenkloster schließlich auf. Die Klostergüter wurden wieder an die Herrschaft Wischau angeschlossen. Während des Dreißigjährigen Krieges wurde die Gegend zwischen 1643 und 1644 von den Schweden besetzt, geplündert und gebrandschatzt.
Nach der Aufhebung der Patrimonialherrschaften bildete Německé Prusy/Deutsch Pruß ab 1850 eine Gemeinde in der Bezirkshauptmannschaft Wischau. Im Jahre 1930 hatte Německé Prusy 768 Einwohner. Während der deutschen Besetzung erhielt die Gemeinde den Namen Deutsch Preußen. 1940 erfolgte der Beschluss zur Erweiterung des Schießplatzes Wischau zu einem großen Truppenübungsplatz der Wehrmacht, der nördlich des Ortes entstand. Deutsch Preußen war von der Räumung nicht betroffen, wurde aber 1942 nach Pustimir eingemeindet. Nach dem Ende des Zweiten Weltkrieges wurde die Eingemeindung wieder rückgängig gemacht; der Truppenübungsplatz wurde im Juni 1945 aufgehoben. 1949 wurden die Gemeinden Německé Prusy und Pustiměř zu der Gemeinde Pustiměř zusammengeschlossen und der Ortsteil Německé Prusy in Pustiměřské Prusy umbenannt. Im Jahre 1991 hatte Pustiměřské Prusy 722 Einwohner. Beim Zensus von 2001 wurden 820 Einwohner und 253 Wohnhäuser gezählt.

## Sehenswürdigkeiten

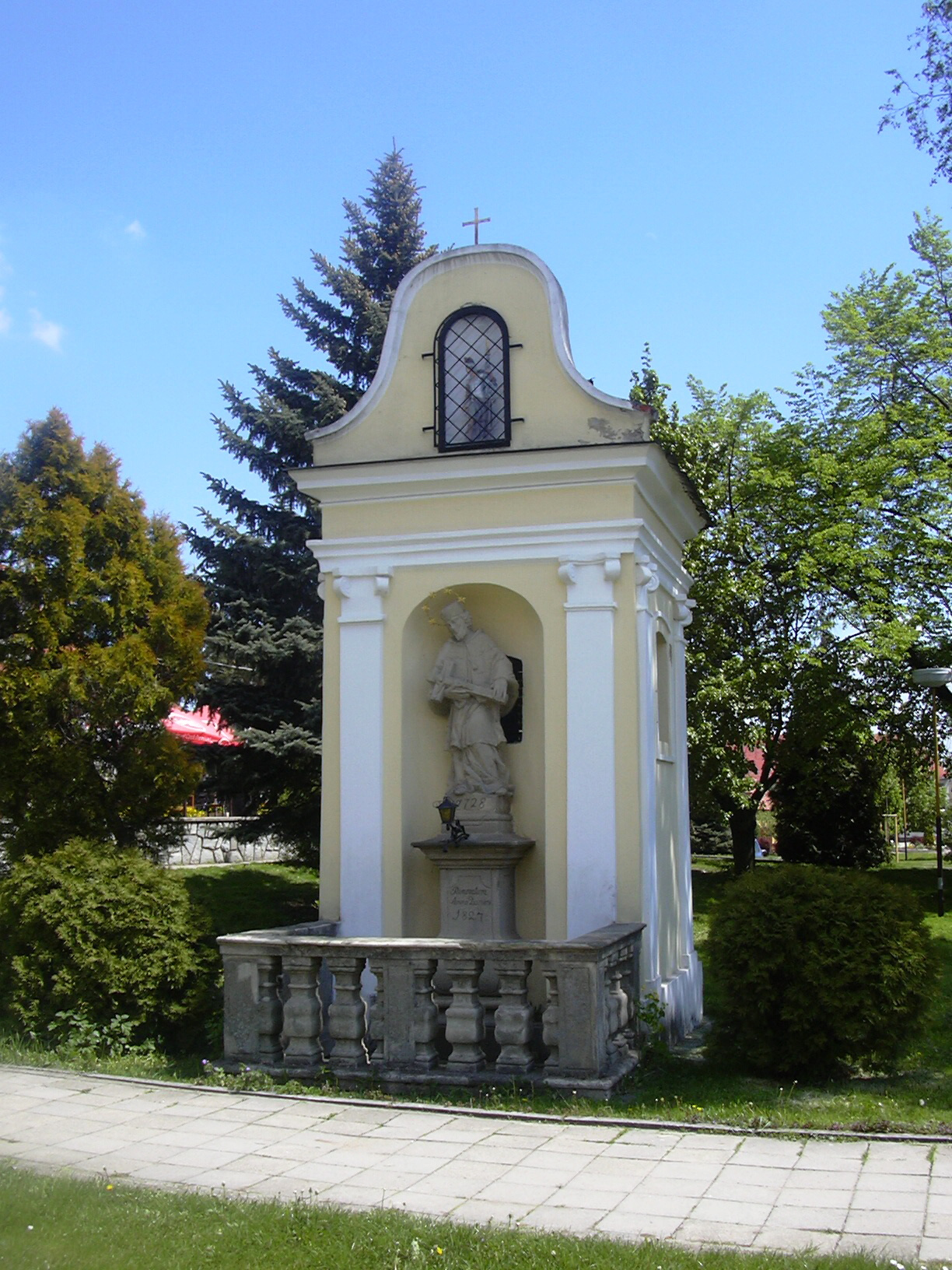
Glockenturm

- Glockenturm mit Statuen des hl. Johannes von Nepomuk und Florian
- Museum für Flug- und Militärtechnik (Muzeum letecké a vojenské techniky) am Flugplatz Vyškov mit ausgemusterten Kampfjets.
- slawische Burgstätte Dolní Mejlice, nordwestlich des Dorfes auf dem Hradisko über dem Tal des Baches Pustiměřský potok
- Burgstall Pustiměř, nordwestlich an der Straße nach Zelená Hora, die unter Bischof Bruno von Schauenburg errichtete bischöfliche Burg fiel während der Hussitenkriege in den Jahren 1429 bis 1431 wüst.
- Hügel Rejhna, Aussichtspunkt über die Hanna
- Kreuz aus dem Jahre 1838

## Söhne und Töchter des Ortes
- Benedikt Korčián (1840–1912), Abt des Klosters Rajhrad
- Carl Schirek (1859–1924), Kunsthistoriker und Museumskustos
- Alois Spisar (1874–1955), führender Theologe der Tschechoslowakischen Kirche